# سوزانا فون ناتوزیوس
سوزانا فون ناتوزیوس (لهستانی: Suzanna von Nathusius؛ زادهٔ ۱۲ آوریل ۲۰۰۰) یک هنرپیشه سینما و تلویزیون اهل لهستان است.
پدر او آلمانی و مادرش لهستانی است.
از فیلم‌ها یا مجموعه‌های تلویزیونی که وی در آن‌ها نقش داشته‌است می‌توان به طایفه اشاره نمود.